# Premi Brage

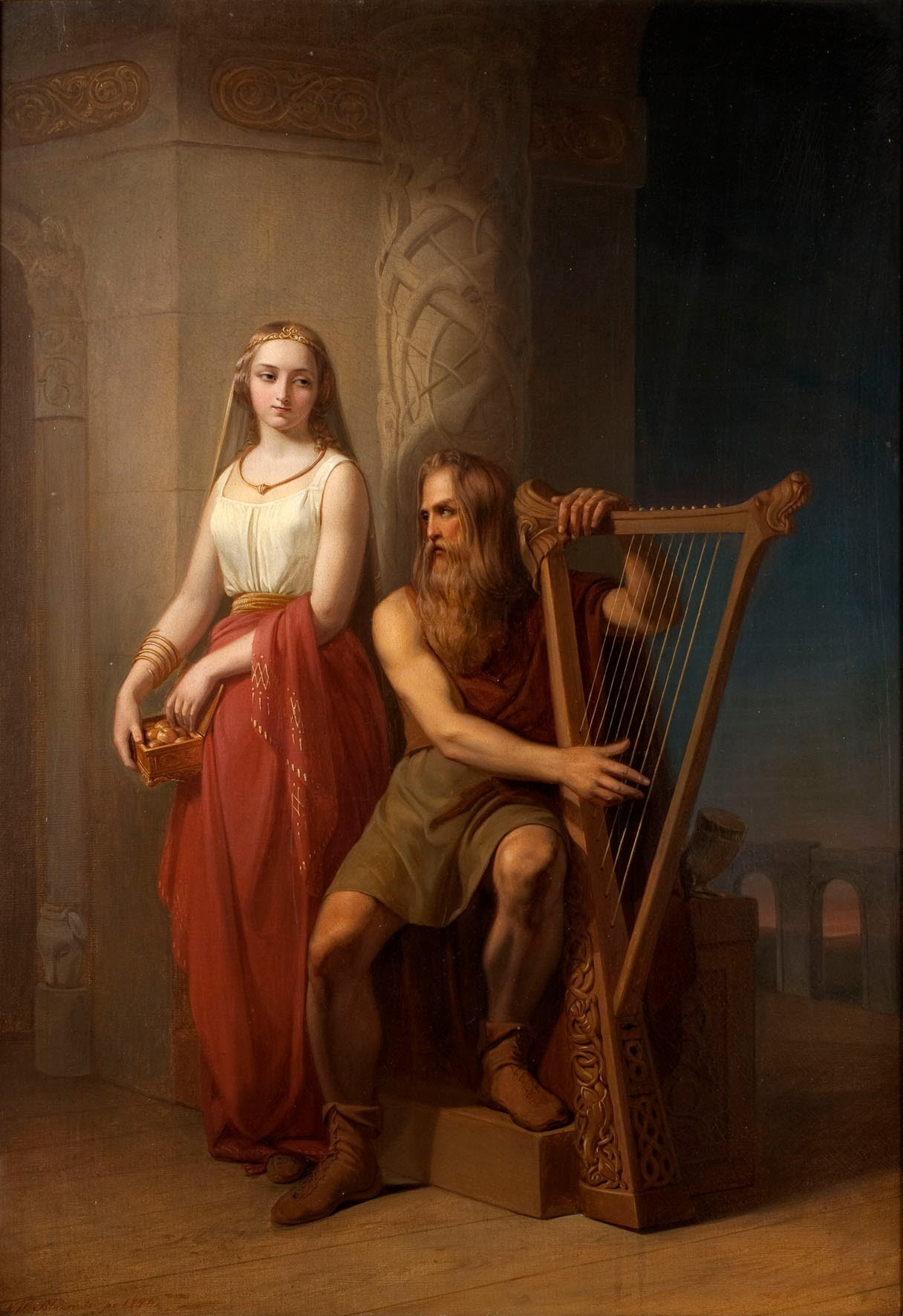
El nom del premi prové del déu nòrdic de la poesia, Bragi.

El Premi Brage (en noruec: Brageprisen) és un premi de la literatura noruega que és entregat de manera anual per la Fundació Noruega del Premi Llibreter (Den norske bokprisen). El premi reconeix obres publicades recentment de la literatura noruega i és un dels més prestigiosos que es dona en aquest àmbit.
Aquest premi s'entrega des de 1992 a la tardor i compta amb les categories següents:
- Ficció
- Literatura infantil
- No-ficció
- Categoria oberta, que canvia cada any.

Durant uns quants anys també s'havien guardonat aquestes categories:
- Poesia
- Llibre de text
- Llibre il·lustrat
- Literatura general

## Guanyadors

### Ficció per a adults

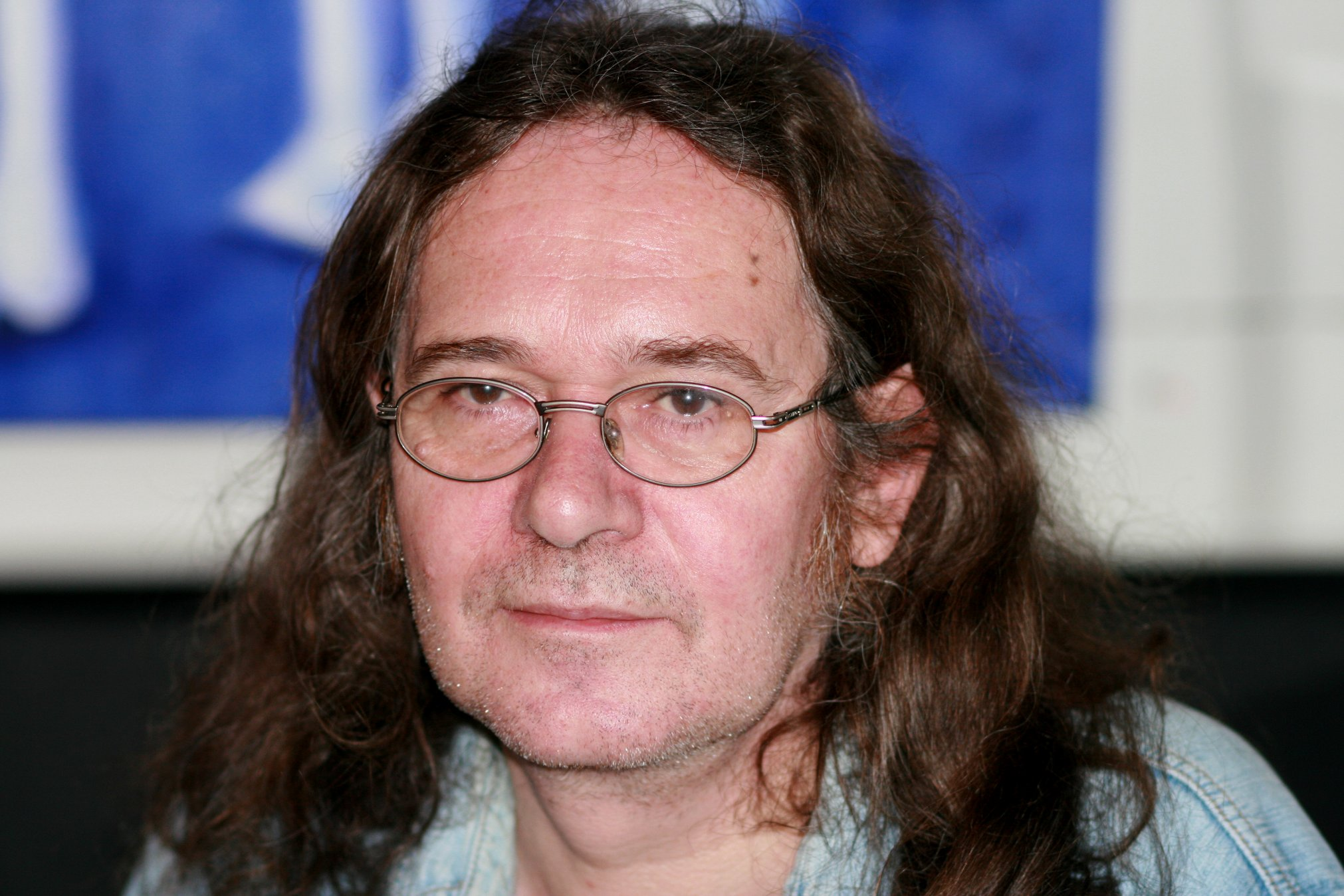
Ingvar Ambjørnsen guanyador el 1995

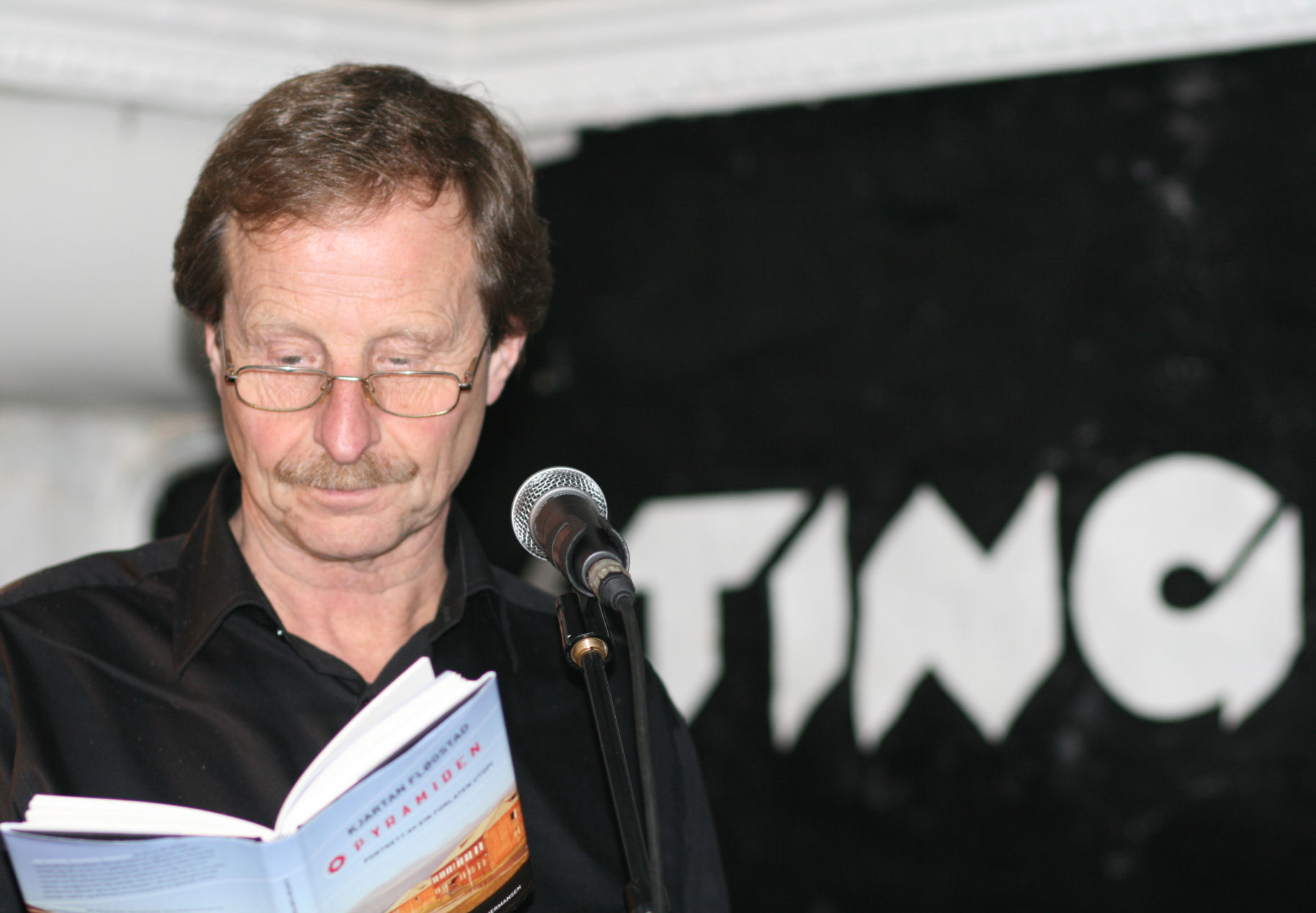
Kjartan Fløgstad guanyador el 1998

- 1992 – Karsten Alnæs, per Trollbyen
- 1993 – Øystein Lønn, per Thranes metode
- 1994 – Sigmund Mjelve, per Område aldri fastlagt
- 1995 – Ingvar Ambjørnsen, per Fugledansen
- 1996 – Bergljot Hobæk Haff, per Skammen
- 1997 – Liv Køltzow, per Verden forsvinner
- 1998 – Kjartan Fløgstad, per Kron og mynt
- 1999 – Frode Grytten, per Bikubesong
- 2000 – Per Petterson, per I kjølvannet
- 2001 – Lars Saabye Christensen, per Halvbroren
- 2002 – Niels Fredrik Dahl, per På vei til en venn
- 2003 – Inger Elisabeth Hansen, per Trask
- 2004 – Hanne Ørstavik, per Presten
- 2005 – Marita Fossum, per Forestill deg
- 2006 – Dag Solstad, per Armand V. Fotnoter til en uutgravd roman
- 2007 – Carl Frode Tiller, per Innsirkling
- 2008 – Per Petterson, per Jeg forbanner tidens elv
- 2009 – Karl Ove Knausgård, per Min Kamp. Første bind
- 2010 - Gaute Heivoll per Før jeg brenner ned
- 2011 - Tomas Espedal per Imot naturen
- 2012 - Lars Amund Vaage per Syngja
- 2103 - Ruth Lillegraven per Urd
- 2014 - Rune Christiansen per Ensomheten i Lydia Ernemans liv
- 2015 - Lars Saabye Christensen per Magnet

### Literatura infantil

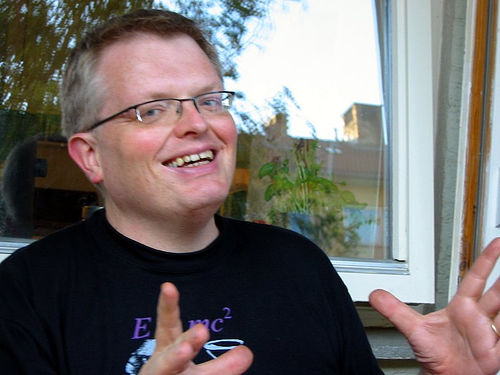
Eirik Newth guanyador el 1996 per Jakten på sannheten.

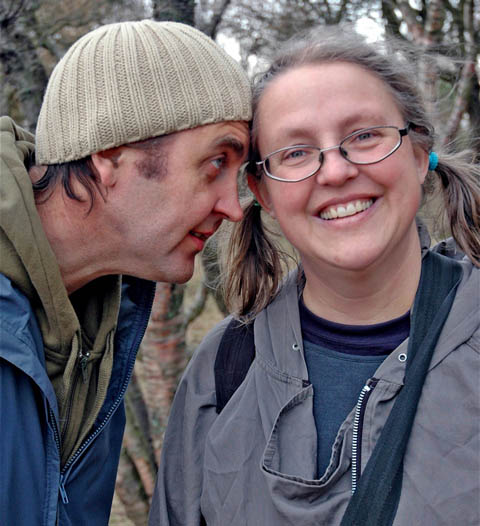
Gro Dahle i l'il·lustrador Svein Nyhus guanyadors el 2002

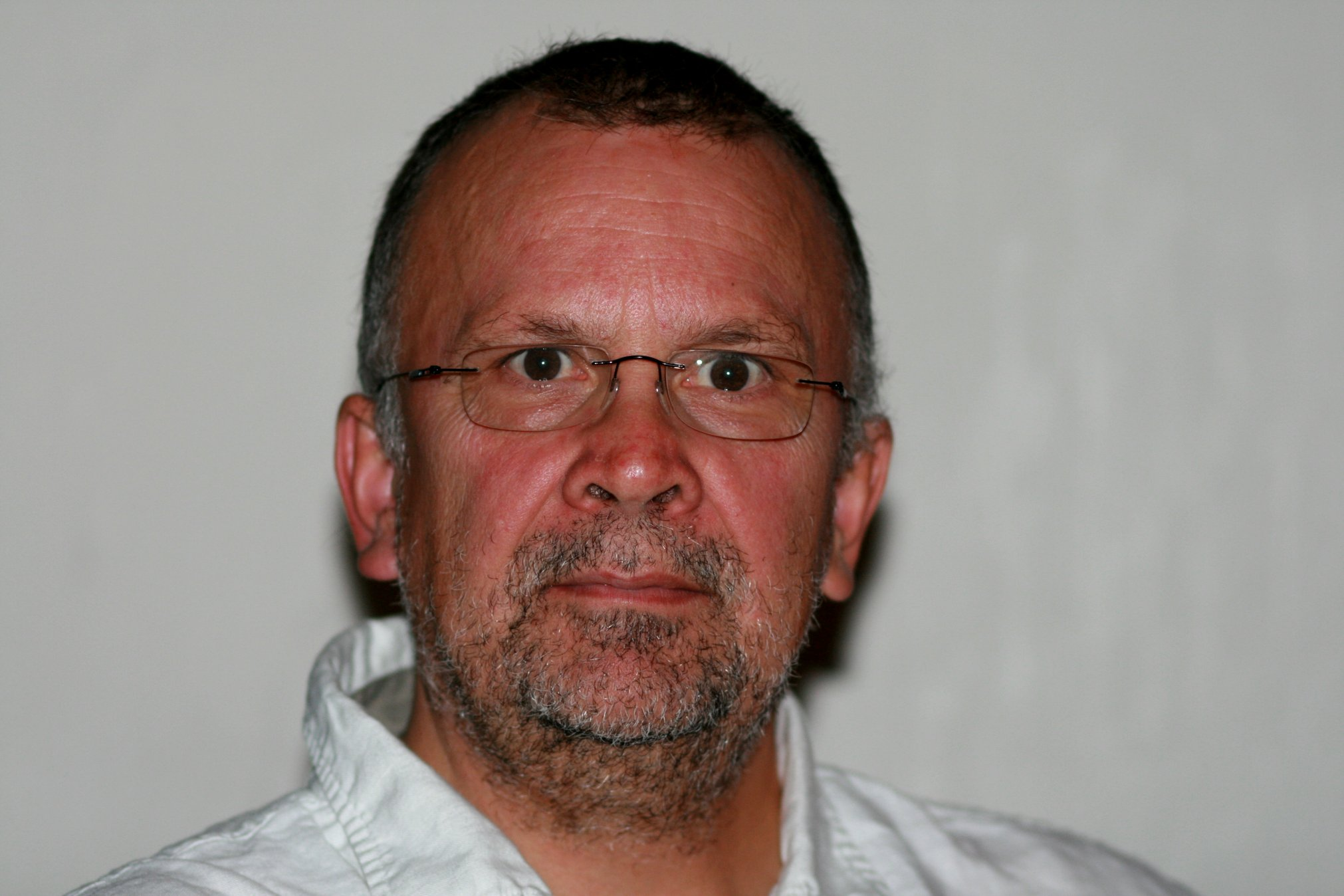
Rune Belsvik guanyador el 2000

- 1992 – Ragnar Hovland, per Ein motorsykkel i natta
- 1993 – Torill Eide, per Skjulte ærend
- 1994 – Klaus Hagerup, per Markus og Diana. Lyset fra Sirius
- 1995 – Liv Marie Austrem i Akin Düzakin, per Tvillingbror
- 1996 – Eirik Newth, per Jakten på sannheten
- 1997 – Harald Rosenløw Eeg, per Vrengt
- 1998 – Stein Erik Lunde, per Eggg
- 1999 – Erna Osland, per Salamanderryttaren
- 2000 – Rune Belsvik, per Ein naken gut
- 2001 – Anne B. Ragde, per Biografien om Sigrid Undset. Ogsaa en ung Pige
- 2002 – Gro Dahle i Svein Nyhus, per Snill
- 2003 – Helga Gunerius Eriksen i Gry Moursund, per Flugepapir
- 2004 – Harald Rosenløw Eeg, per Yatzy
- 2005 – Arne Svingen, per Svart elfenben
- 2006 – Stian Hole, per Garmanns sommer
- 2007 – Linn T. Sunne, per Happy
- 2008 – Johan Harstad, per Darlah - 172 timer på månen
- 2009 – Maria Parr, per Tonje Glimmerdal
- 2010 – Hilde Kvalvaag, per Fengsla
- 2011 – Inga Sætre, per Fallteknikk
- 2012 - Kari Stai per Jakob og Neikob. Tjuven slår tilbake
- 2013 - Brynjulf Jung Tjønn per Så vakker du er
- 2014 - Annette Münch per Badboy: Steroid
- 2015 - Torun Lian i Øyvind Torseter per Reserveprinsesse Andersen
- 2016 - Anders Kvammen per Ungdomsskolen
- 2017 - Maria Parr per Keeperen og havet
- 2018 - Anna Fiske per Elven

### No ficció i assaig

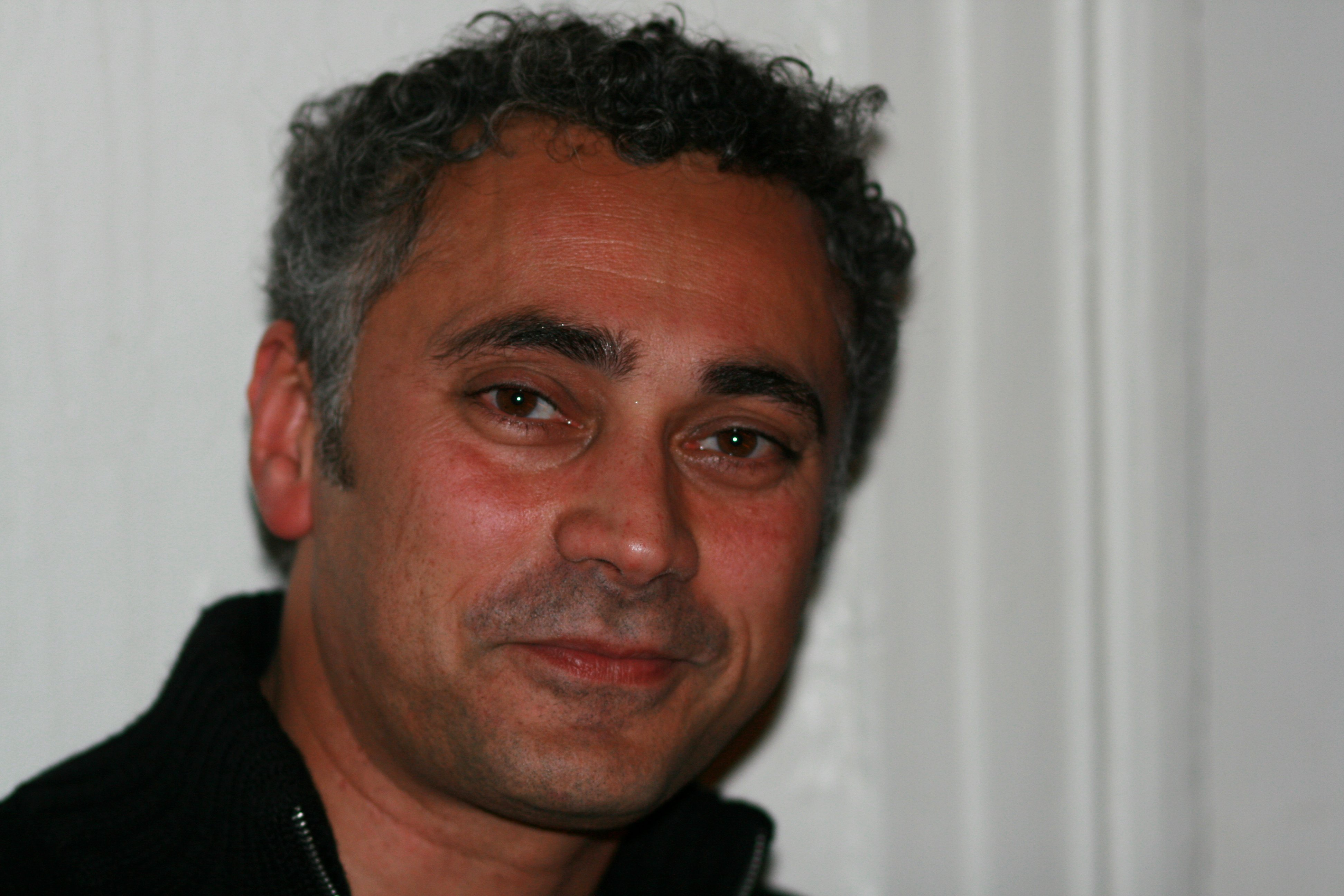
Ivo de Figueiredo guanyador el 2002

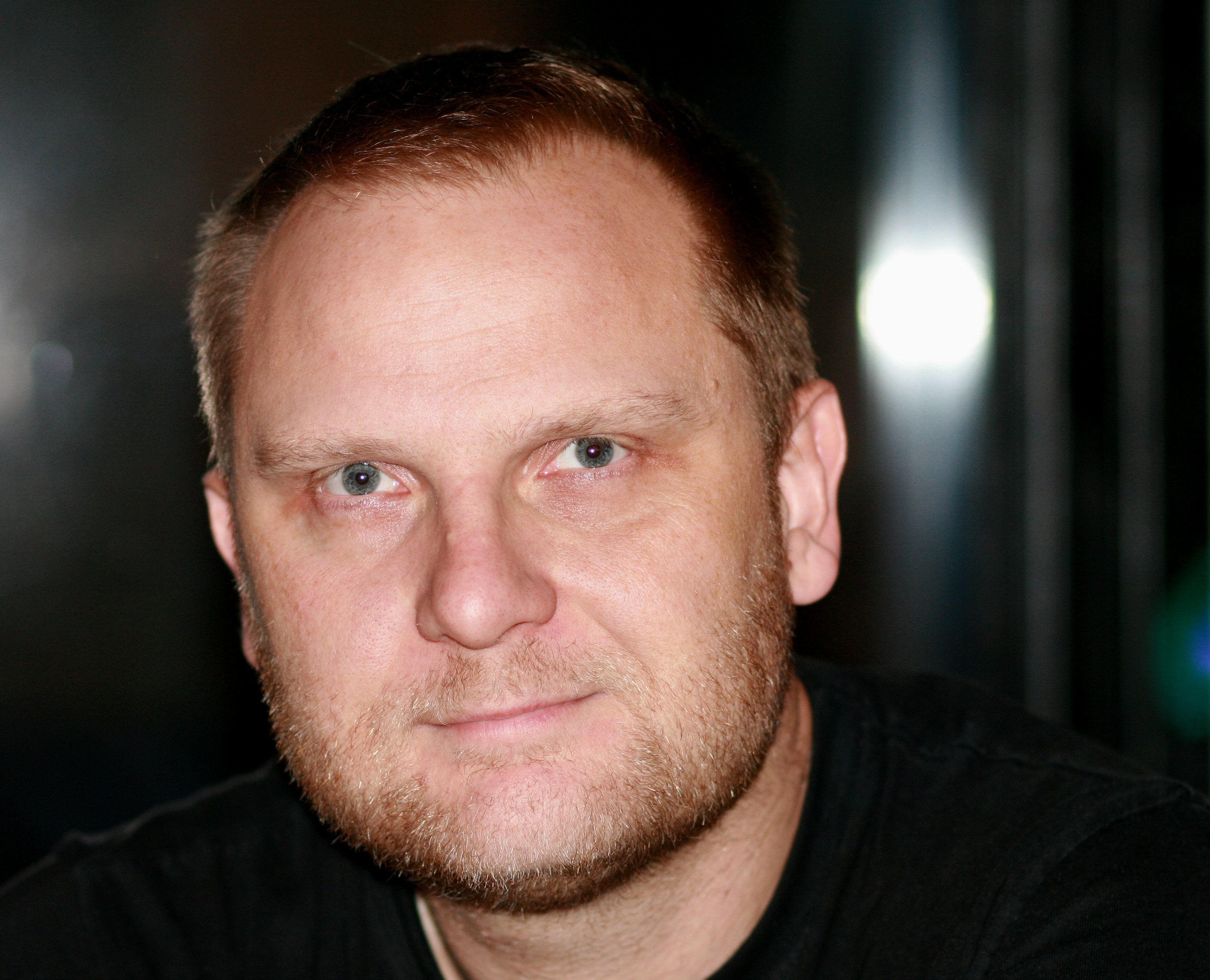
Frank Rossavik guanyador el 2007

- 1992 – Arne Forsgren, per Rockleksikon
- 1993 – Trond Berg Eriksen, per Reisen gjennom helvete. Dantes inferno
- 1994 – Einar-Arne Drivenes, Marit Anne Hauan i Helge A. Wold, per Nordnorsk kulturhistorie
- 1995 – Espen Dietrichs and Leif Gjerstad, per Vår fantastiske hjerne
- 1996 – Arild Stubhaug, per Et foranskutt lyn. Niels Henrik Abel og hans tid
- 1997 – Anne Wichstrøm, per Kvinneliv, kunstnerliv. Kvinnelige malere i Nørge før 1900
- 1998 – Leif Ryvarden/Klaus Høiland, per Er det liv, er det sopp
- 1999 – Torbjørn Færøvik, per India – Stevnemøte med skjebnen
- 2000 – Johan Galtung, per Johan uten land. På fredsveien gjennom verden
- 2001 – Atle Næss, per Da jorden stod stille – Galileo Galilei og hans tid
- 2002 – Ivo de Figueiredo, per Fri mann: Johan Bernhard Hjort — en dannelsesreise
- 2003 – Knut Kjeldstadli (editor), per Norsk innvandringshistorie I–III'
- 2004 – Tor Bomann-Larsen, per Folket. Haakon & Maud II
- 2005 – Odd Karsten Tveit, per Krig og diplomati. Oslo–Jerusalem 1978–1996
- 2006 – Bent Sofus Tranøy, per Markedets makt over sinnene
- 2007 – Frank Rossavik, per Stikk i strid. Ein biografi om Einar Førde
- 2008 – Bjørn Westlie, per Fars krig
- 2009 – Kjetil Stensvik Østli, per Politi og røver
- 2010 – Tone Huse, per Tøyengata - et nyriktstykke Norge
- 2011 – Simen Ekern, per Roma. Nye fascister, røde terrorister og drømmen om det søte liv
- 2012 – Torbjørn Færøvik, per Maos rike. En lidelseshistorie
- 2013 - Steffen Kværneland per Munch
- 2014 - Marte Michelet per Den største forbyrtelsen
- 2015 - Morten Strøknsnes per Havboka

### Categoria oberta
- 1996 – Sven Kærup Bjørneboe, per l'assaig "Jerusalem, en sentimental reise" (Jerusalem, un viatge emocional)
- 1997 – Liv Marie Austrem i Akin Düzakin, per al llibre il·lustrat "Tvillingsøster" (Bessones)
- 1998 – Christian Rugstad, per la traducció de L'any de la mort de Ricardo Reis de José Saramago
- 1999 – Anders Heger, per la biografia "Mykle. Et diktet liv" (Mykle. Vida poètica)
- 2000 – Karin Fossum, per la novel·la negra "Elskede Poona"
- 2001 – Annie Riis, per la poeisa "Himmel av stål" (Cel d'acer)
- 2002 – Synne Sun Løes, per al llibre infantil "Å spise blomster til frokost" (Menjar flors per esmorzar)
- 2003 – Torbjørn Færøvik, pel llibre de viatges "Kina. En reise på livets elv" (Xina. Un viatge pel riu de la vida)
- 2004 – Arne Lygre, per la col·lecció de relats "Tid inne" (A l'hora)
- 2005 – John Arne Sæterøy pel còmic "La meg vise deg noe…"
- 2006 – Kathinka Blichfeldt, Tor Gunnar Heggem i Ellen Larsen, per al llibre de text "Kontekst. Basisbok i norsk for ungdomstrinnet"
- 2007 – Jon Ewo i Bjørn Ousland, per "Fortellingen om et mulig drap"
- 2008 – Øyvind Rimbereid, pel poemari Herbarium
- 2009 – Bjørn Alex Herrman, per la traducció de Moby-Dick de Herman Melville
- 2010 – Stian Hole, pel llibre de fotografies Garmanns hemmelighet
- 2011 – Arnhild Skre, per la biografia Hulda Garborg. Nasjonal strateg
- 2012 – Linn T. Sunne, per la novel·la juvenil Lille Ekorn (Petit esquirol)
- 2013 - Yann de Caprona per Norsk etymologisk ordbok
- 2014 - Ingvild H. Rishøi pel recull de relats Vinternoveller
- 2015 - Kjell Ola Dahl per la novel·la negra Kureren

### Premi honorari
- 1992 – Sigmund Skard
- 1993
- 1994 – Halldis Moren Vesaas
- 1995 – Anne-Cath. Vestly
- 1996 – Kjell Askildsen
- 1997 – Jan Erik Vold
- 1998 – Dag Solstad
- 1999 – Kjell Aukrust
- 2000 – Eldrid Lunden
- 2001 – Jon Bing
- 2002 – Jostein Gaarder
- 2003 – Karsten Alnæs

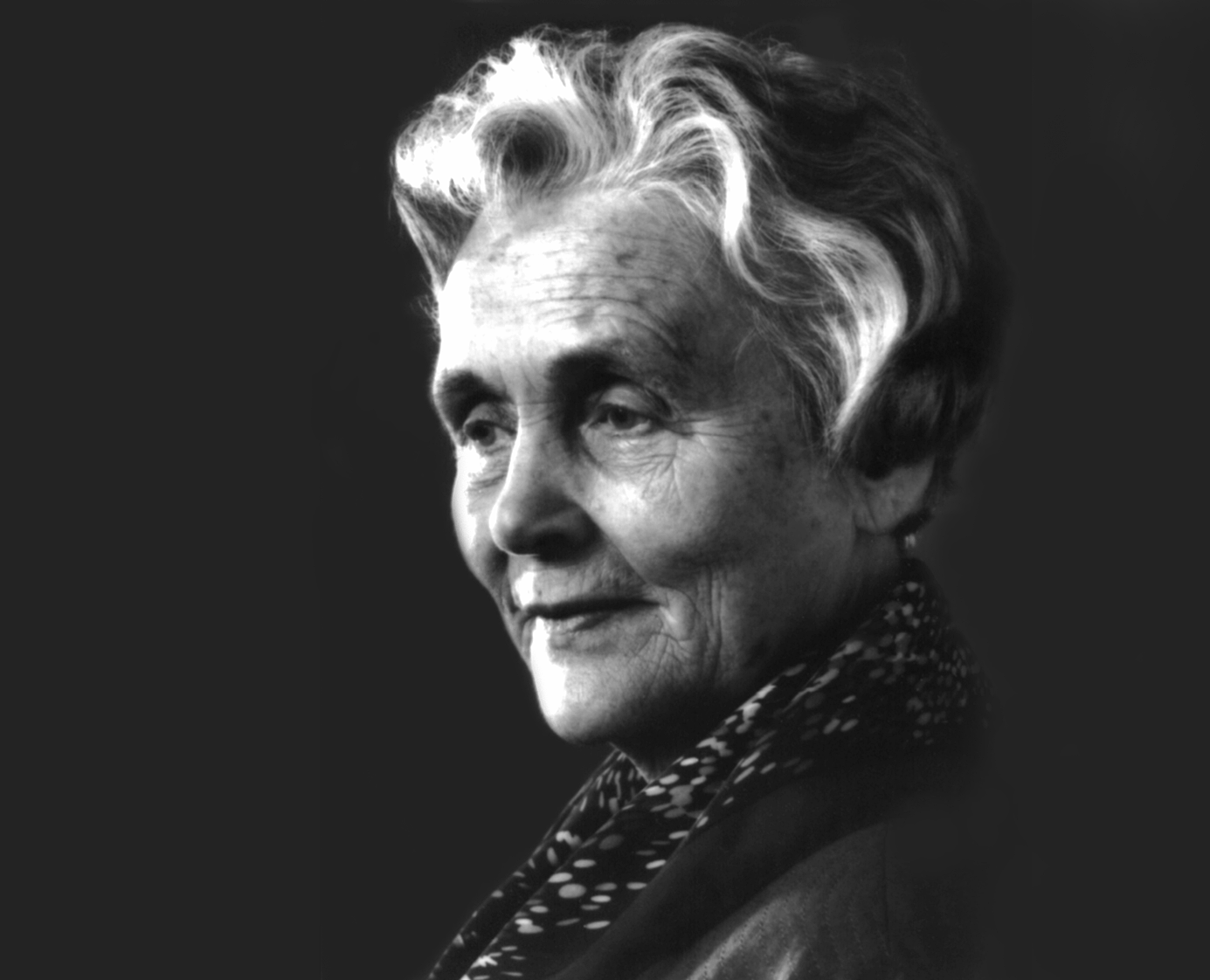
Poet Halldis Moren Vesaas guanyadora el 1994

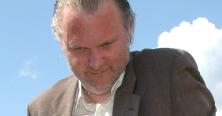
Playwiright Jon Fosse guanyador el 2005

- 2004 – NORLA – Centre per a la ficció i la no-ficció noruega en països estrangers c
- 2005 – Jon Fosse
- 2006 – Kari i Kjell Risvik
- 2007 – Guri Vesaas
- 2008 – Kjartan Fløgstad
- 2009 – Tor Åge Bringsværd
- 2010 – Herbjørg Wassmo
- 2011 – Kolbein Falkeid
- 2012 – Knut Faldbakken
- 2013 - Biblioteques públiques de Noruega
- 2014 - Vigdis Hjorth
- 2015 - Einar Økland

## Categories prèvies

### Llibres de text
- 1992 – Askeland m.fl., per Soria Moria
- 1993 – Tore Linné Eriksen, per Norge og verden fra 1850–1940
- 1994 – Benestad m.fl., per Tallenes tale – Matematikk for 5 timers grunnkurs
- 1995 – Astrid Carlson, Svein Olav Drangeid i Truls Lind, per Humanbiologi

### Poesia

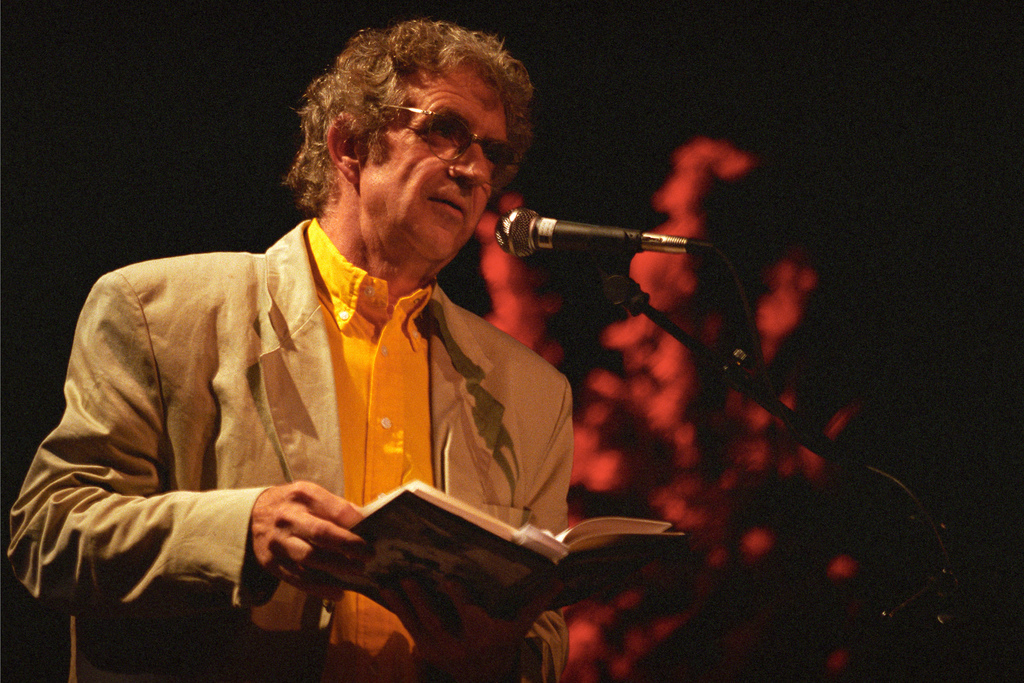
Poet Jan Erik Vold va guanyar el premi amb IKKE el 1993.

- 1992 – Paal-Helge Haugen, per Sone 0
- 1993 – Jan Erik Vold, per IKKE
- 1995 – Øyvind Berg, per Forskjellig

### Llibres de fotografia
- 1992 – Sissel Solbjørg Bjugn i Fam Ekman, per Jente i bitar
- 1993 – Else Færden i Sissel Gjersum, per Garnnøstet som forsvant

### Literatura general
- 1992 – Ida Blom m.fl., per Cappelens kvinnehistorie
- 1993 – Tordis Ørjasæter, per Menneskenes hjerte. Sigrid Undset - en